# Aesculus wangii
Aesculus wangii es una especie de árbol perteneciente a la familia de las sapindáceas. Se encuentra en China en Yunnan y Vietnam en Lao Cai. Está considerada en peligro de extinción por la pérdida de hábitat. Algunos editores la consideran una sinonimia de Aesculus assamica.

## Descripción
Son árboles solitarios o en los bosques en las zonas del bosque semi-perenne de hoja ancha en las montañas de piedra caliza.  Una disminución significativa del hábitat se está produciendo en las áreas donde se sabe que se encuentran las especies, en gran parte debido al ser invadido por la agricultura, y también la tala de madera.

## Taxonomía
Aesculus wangii fue descrita por Hsen Hsu Hu y publicado en Journal of Sichuan University: Natural Science Edition 1960(3): 99–100, pl. 9–10, en el año 1960.
Etimología
Aesculus: nombre genérico latino dado por Linneo en 1753 y 1754, a partir del Latín antiguo aesculus, -i, el roble, lo que es sorprendente, aunque en los numerosos autores de la antigüedad que lo usaron, Plinio el Viejo precisa en su Historia naturalis (16, 11) que es uno de los árboles que producen bellotas ("Glandem, quae proprie intellegitur, ferunt robur, quercus, aesculus, ..."  -La bellota propiamente dicha viene del roble, del aesculus, ...) y, quizás de allí proviene la confusión, pues las castañas de india tienen un lejano y superficial parecido con la bellotas por su piel dura y su carne firme y amarillenta.
wangii: epíteto
Variedades aceptadas
- Aesculus wangii var. rupicola (Hu & W.P.Fang) W.P.Fang[3]